# Virgen de los Reyes (Sevilla)
La Virgen de los Reyes Coronada es una advocación de la Virgen María venerada en la ciudad andaluza de Sevilla (España), y es patrona de Sevilla y su Archidiócesis. Su fiesta es celebrada por la iglesia católica el día 15 de agosto, día de la Asunción de la Virgen María, con una multitudinaria procesión por las calles de la ciudad. Fue coronada canónicamente en el año 1904, siendo la primera Imagen de Andalucía en obtener dicha distinción y la segunda de España.
La imagen se venera en la Capilla Real de la Catedral de Sevilla y en torno a ella se fundó en el año 1905 la Asociación de Fieles de Nuestra Señora de los Reyes y San Fernando, de la que es cotitular con el rey Fernando III de Castilla. Fue coronada canónicamente en el año 1904, convirtiéndose en la primera imagen mariana en obtener esta distinción en Andalucía. Además, le fueron concedidos los honores de capitán general (1939), y de alcaldesa perpetua de la ciudad, custodiando las llaves y bastón de mando; es así mismo patrona del Consejo de Cofradías de Sevilla, y le fue concedida la medalla de oro de la ciudad en 1958, siendo la primera imagen en obtenerla.

## Historia
En su origen se entremezclan la historia y la leyenda, existiendo la creencia de que fue creada por los ángeles del cielo, también se cuenta que fue donada al rey Fernando III de Castilla por el monarca Luis IX de Francia (primo hermano del rey castellano), referente al rey que reconquistó a la ciudad. También se cuenta que la vio en sus sueños, mandó hacer una talla de su visión y que la acompañó en la reconquista. Otra versión es que encontraron la bellísima imagen y por esa razón, la acompañó en la reconquista. Su llegada a la catedral parece ser que fue por mediación de Alfonso X el Sabio.
La imagen fue coronada canónicamente el 4 de diciembre de 1904, siendo la primera imagen mariana en tener esta distinción en Andalucía. El acto se llevó a cabo en la catedral de Sevilla por el cardenal Ciriaco María Sancha, arzobispo de Toledo y primado de España, siendo aprobada previamente por la reverenda fábrica de San Pedro. Cabe destacar que curiosamente la patrona de Sevilla es la única imagen mariana en Sevilla que no ha sido coronada por un cardenal o arzobispo de Sevilla y tampoco tuvo madrinas ni padrinos para tal ocasión.
En el año 1939 se le concedieron honores de capitán general.

Por otro lado la Sagrada Congregación de Ritos el 25 de junio de 1947 instituye la festividad litúrgica propia de Nuestra Señora de los Reyes, patrona principal de Sevilla el 7 de agosto con rito doble de primera clase, con octava común.
En 1958 le es impuesta la Medalla de Oro de la ciudad de Sevilla, siendo la primera imagen que la recibe en la ciudad.
En su visita a la ciudad en el año 1982, el papa Juan Pablo II recorrió la catedral. A un lado del altar mayor fue colocada la Virgen de los Reyes en su paso de salida. El sumo pontífice oró ante la patrona en la catedral.
En el año 2004 realizó una procesión extraordinaria para celebrar el centenario de la coronación. En este día fue ataviada con el manto de tisú celeste con bordados en plata que fue donado por la condesa de Casa-Galindo para estrenarlo en el triduo preparatorio de la coronación (días 1, 2 y 3 de diciembre de 1904).
En el año 2006, debido a obras que se realizaban alrededor de la catedral, hizo su recorrido por las calles del barrio de Santa Cruz, que fue engalanado para dicho evento, el itinerario incluyó las calles Mateos Gago, Rodrigo Caro, plaza de la Alianza, Joaquín Romero Murube y plaza del Triunfo. En esta fecha fue vestida con el manto de terciopelo rojo bordado en oro, donado por la duquesa de Montpesier, y el recorrido también incluyó los giros completos que realiza a lo largo del trayecto, denominadas "posas", y que consisten en que el paso es vuelto hacia la presidencia eclesiástica, y detenido, tras lo cual se inciensa a la imagen de la Virgen y posteriormente se rezan las preces correspondientes a la hora tercia del breviario, que es la que corresponde con la procesión.
El 27 de abril de 2013 presidió de manera extraordinaria con motivo del Año de la Fe, el Pregón de las Glorias de María en el altar del Jubileo de la catedral de Sevilla. Y el sábado, 11 de mayo tuvo lugar la salida extraordinaria de la Santísima Virgen de los Reyes con motivo del Año de la Fe, la Santísima Virgen que portó el manto de la coronación canónica, salió a las ocho de la mañana como es habitual cada quince de agosto en rosario de la aurora por la puerta de Palos de la seo hispalense, se ofreció cada misterio del santo rosario por los frutos del Año de la Fe y otras intenciones.

### Cronología de las salidas extraordinarias
A lo largo de los siglos, la imagen de la Virgen de los Reyes ha realizado procesiones extraordinarias, es decir, aquellas realizadas fuera de su festividad del 15 de agosto, para celebrar distintos acontecimientos religiosos y sociales. Las salidas extraordinarias de la Virgen de los Reyes desde principios del siglo XX hasta la actualidad son las siguientes:
- El 4 de diciembre de 1904, con motivo de su coronación canónica. Se realizó un solemne pontifical en la que el cardenal Ciriaco Sancha y Hervás, primado de España, le impuso la presea en la catedral de Sevilla. Posteriormente sale en procesión sin su palio que por entonces era de cajón y con solo cuatro varales estrenando el manto de tisú celeste bordado en hilo de plata. Hizo el recorrido del Corpus Christi, saliendo por la puerta de San Miguel y haciendo su entrada por la de Palos. En la puerta del Salvador fue dispuesta la imagen de la Virgen de las Aguas.

- En 1905, tuvo lugar la primera procesión en rogativas del siglo XX. La Virgen salió sin su palio de cajón, con el tradicional manto liso morado habitualmente utilizado para ocasiones como tales.

- El 15 de agosto de 1924, aunque salió el día de su festividad, se considera de carácter extraordinario por el estreno del palio de tumbilla, inspirado en el de la Virgen de las Aguas de la colegiata del Salvador y por la inauguración del Monumento del Rey San Fernando en la Plaza Nueva.

- El 19 de mayo de 1929, para la celebración del congreso mariano hispano americano. La Virgen de los Reyes sale en magna procesión mariana con otras imágenes sevillanas de gran devoción popular, en especial de la época del Descubrimiento de América tales como; la Virgen de la Victoria de Santa Ana, la Virgen del Buen Aire de San Telmo, la Inmaculada que preside la Iglesia Conventual de San Buenaventura, la Virgen de la Hiniesta Gloriosa, la Virgen de la Merced, etc. La Virgen de los Reyes encabezó la procesión desde la Puerta de San Miguel de la catedral para entrar por la del Baptisterio y llegando incluso hasta el paseo Colón. La Virgen estrenó para la ocasión el manto rosado o salmón que es el último de los cinco mantos de salida que posee.

- El 15 de agosto de 1936, la tradicional procesión del día de su solemnidad fue alargada hasta las casas consistoriales por la presencia del dictador Francisco Franco.

- El 16 de mayo de 1939, con motivo de la finalización de la Guerra civil española y la victoria de los nacionalistas. A esta salida acudió el General Queipo de Llano y la Virgen salió sin la tumbilla del paso.

- El 6 de octubre de 1940, en una nueva procesión magna mariana con la Inmaculada Concepción del convento de San Buenaventura, la Divina Pastora de Santa Marina, la Virgen del Sagrado Corazón de los Jesuitas, la Virgen de Consolación del templo de los Terceros, María Auxiliadora de la Trinidad, la Virgen Milagrosa, grupo de Santa Ana con su Hija, la Divina Enfermera de San Martín, la Virgen de la Luz de San Esteban, la Virgen del Prado de San Sebastián, la Virgen de la Paz de la parroquia de Santa Cruz, la Virgen del Rosario de San Gil, la Virgen gloriosa del Patrocinio de la Hermandad del Cachorro, la Virgen de las Nieves de Santa María la Blanca, la Virgen del Amparo de la Magdalena, la Virgen de la Granada, la Virgen del Rosario de la Iglesia de San Vicente, la Virgen del Voto del Salvador y la Virgen del Pilar de San Pedro.

- El 15 de agosto de 1943, a pesar de que de nuevo se realizó el día de su solemnidad, se hizo en rogativas por la paz del mundo. La Virgen iba ataviada con el manto morado liso de penitencia.

- En 1946, con motivo de su proclamación como patrona de la archidiócesis de Sevilla. Realiza una procesión magna hasta el ayuntamiento con la presencia de la Virgen del Pilar, la Virgen del Amparo y Todos los Santos, la Virgen de la Amargura, la Virgen del Valle y la Esperanza Macarena.

- El 7 de agosto de 1948, con motivo de la proclamación como fiesta de la Realeza de María en el segundo día de su Novena. Salió por la puerta del Príncipe dando la vuelta por la Plaza del Triunfo al Monumento de la Inmaculada y llegó hasta la puerta del Palacio Arzobispal donde el cardenal Segura proclamó la Realeza de María y consagró a los Sagrados Corazones de Jesús y María.

- El 23 de noviembre de 1948, por el 700 Aniversario de la conquista de Sevilla por el Rey San Fernando. La Virgen visita el ayuntamiento. El marqués de Contadero y el Cardenal Pedro Segura, entregan a la Virgen las llaves de la ciudad y el título de alcaldesa honoraria y perpetua.

- El 12 de noviembre de 1950, por la celebración de la declaración del dogma de la Asunción de María. La Virgen sale hasta el ayuntamiento de Sevilla con la presencia de multitud de imágenes que la acompañaron.

- En 1952, por la clausura de las misiones, la Virgen fue llevada hasta la plaza Nueva con el manto morado liso y sin tumbilla. El cardenal José María Bueno Monreal dio la consagración al Sagrado Corazón e impartió la bendición eucarística.

- El 10 de mayo de 1958, la patrona de Sevilla sale de nuevo por el IV congreso de las congregaciones marianas femeninas. En esta ocasión se le impuso la medalla de oro de la ciudad.

- En 1965, con motivo de las Santas Misiones. El 31 de enero fue el acto de apertura en un Altar instalado en el actual edificio de Correos donde estaba la Virgen de los Reyes y el Cautivo de San Ildefonso.

- El 4 de diciembre de 1979, por el 75 aniversario de su coronación canónica con una peculiar procesión por el interior de las naves catedralicias donde se celebra un pontifical. Anteriormente no consta una salida extraordinaria por su coronación.

- En 1981, la Virgen sale haciendo su recorrido por el alrededor de la catedral y sin su palio de tumbilla en rogativa por la sequía tan grande que padecía Sevilla portando un manto morado liso.

- El 30 de octubre de 1982, por la primera visita del Papa Juan Pablo II a España, salió por las gradas bajas de la catedral.

- El 17 de abril de 1988, por el año santo mariano, llegando hasta la plaza de San Francisco.

- En 1993, la patrona de Sevilla vuelve a salir en el mes de enero en rogativa por la sequía con su manto morado liso.

- El 12 de junio de 1993, en la segunda visita de Juan Pablo II a Sevilla y por la clausura del 45 Congreso Eucarístico Internacional, con su tradicional recorrido de los alrededores de la catedral.

- El 24 de noviembre de 1996, por el cincuentenario de su proclamación como patrona de Sevilla y su archidiócesis. La Virgen solo pudo salir a la Plaza Virgen de los Reyes porque la lluvia impidió el recorrido establecido originalmente.

- El 8 de diciembre de 2004, por el primer centenario de su coronación canónica. Salió por la tarde y con su tradicional recorrido alrededor de la catedral.

- El 11 de mayo de 2013, por la mañana realizó un Rosario de la Aurora en conmemoración del Año de la Fe. En el cortejo figuraban todas las hermandades de gloria.

- El 7 de diciembre de 2021, por el 75 aniversario de la proclamación oficial de su patronazgo sobre Sevilla y su Archidiócesis y por los 350 años de la canonización del rey San Fernando. La Virgen salió a las cinco de la tarde y visitó el Ayuntamiento de Sevilla, hecho que no ocurría desde 1988. En esta ocasión la Virgen portó el manto azul celeste de la coronación, como en las dos anteriores salidas extraordinarias de 2004 y 2013.[6]

- El 8 de diciembre de 2024, con motivo de la procesión magna extraordinaria por la clausura del II Congreso de Hermandades y Piedad Popular. Se trata de una procesión protagonizada por las principales devociones marianas y cristíferas de la ciudad y su provincia, entre ellas: la Macarena, la Esperanza de Triana, Gran Poder y El Cachorro, la Virgen de los Reyes, la Virgen de Setefilla, la Virgen del Valme, entre otras.

## Descripción

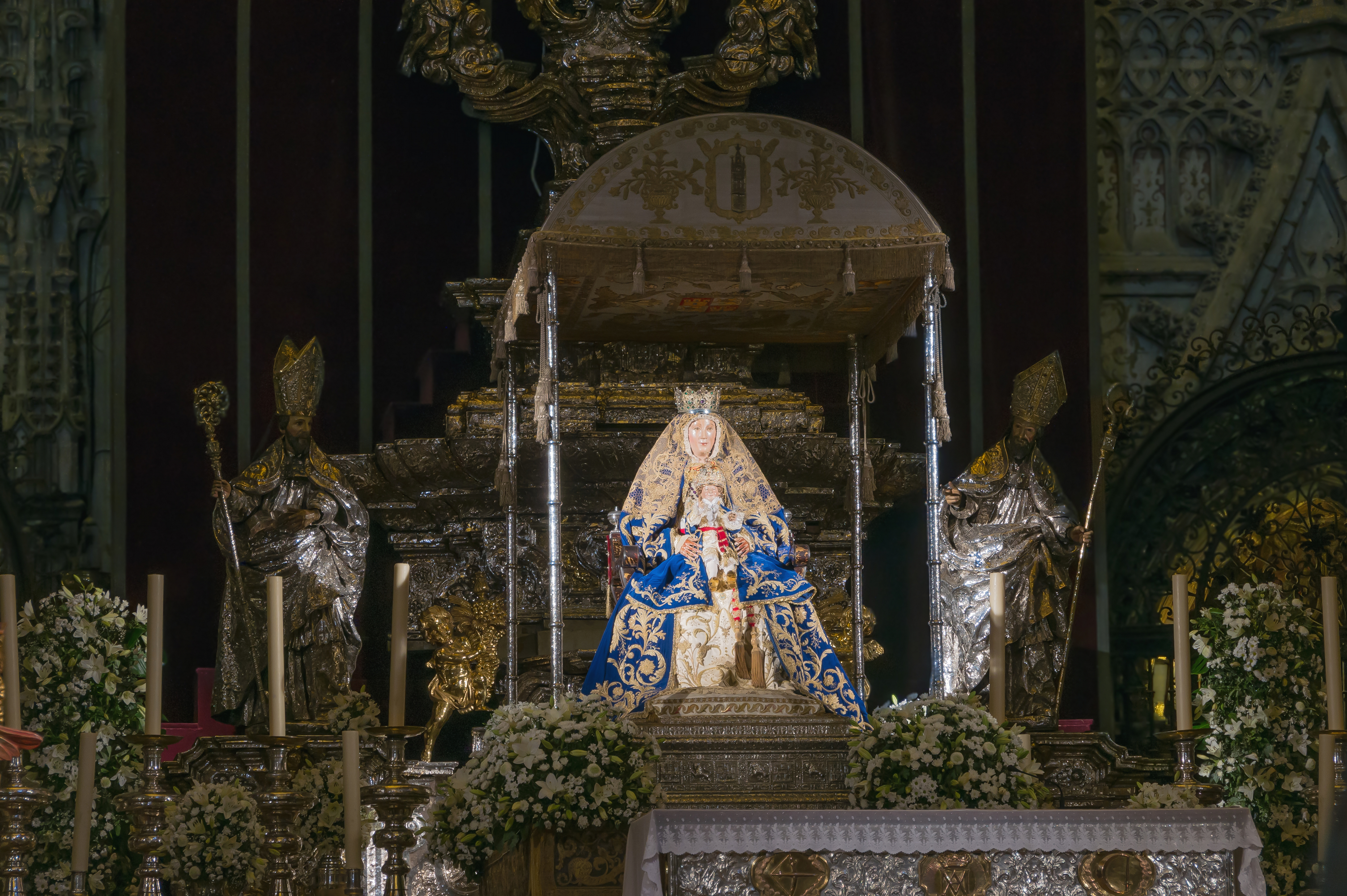
Vista de la Virgen de los Reyes en su paso de palio de tumbilla, preparada para su salida procesional en 2012.

Se trata de una imagen realizada a tamaño natural (176 centímetros). Su autor es anónimo, estando fechada su ejecución en la primera mitad del siglo XIII. Esta imagen se realizó con madera de alerce, cuyas fracciones y modelado es de estilo gótico y estando atribuida a la escuela francesa, lo que ha llevado a pensar que fue donada por Luis IX de Francia a su primo hermano Fernando III de Castilla. Es una escultura totalmente articulada en cuello, brazos, piernas y torso, originalmente la imagen podía levantarse y bendecir al pueblo. Su posición es sedente.
Su cabeza está enriquecida con cabellos de hilo de oro trenzado, no siendo visibles por la vestimenta. Sobre su lecho sostiene una imagen del Niño Jesús, realizada también en el siglo XIII, de 60 centímetros de altura. La Virgen normalmente porta como aderezos el bastón de mando del Ayuntamiento, la medalla de la ciudad y el fajín de capitán general.

## Lugar de veneración
Tras la conquista de la ciudad en 1248 por Fernando III el Santo, la mezquita mayor almohade, fue consagrada como catedral de la archidiócesis, añadiendo una capilla real construida bajo el patrocinio del monarca. Esta capilla fue la primitiva ubicación de la imagen, y en ella permaneció hasta que se concluyeron las obras de la nueva Capilla Real, en el año 1579, durante el reinado de Felipe II de España. Ese mismo año fue trasladada, y es denominada también como Santuario Mariano de la Ciudad de María.
En la actualidad preside el retablo del altar mayor de la capilla, sentada en un retablo de plata, obra de Luis Ortiz de Vargas entre 1643 y 1649, caracterizado por un dosel con los escudos de Castilla y de León. Completa el conjunto una peana de plata, dos hornacinas con las imágenes de San Joaquín y Santa Ana rematadas con medallones que portan los rostros de las santas patronas de la ciudad, Justa y Rufina. El frontal del altar mayor fue realizado a principios del siglo XVIII por José de Villaviciosa. Frente al retablo se ubica la urna de plata que contiene los restos mortales de San Fernando, obra de Juan Laureano de Pina.

## Ajuar y otros enseres

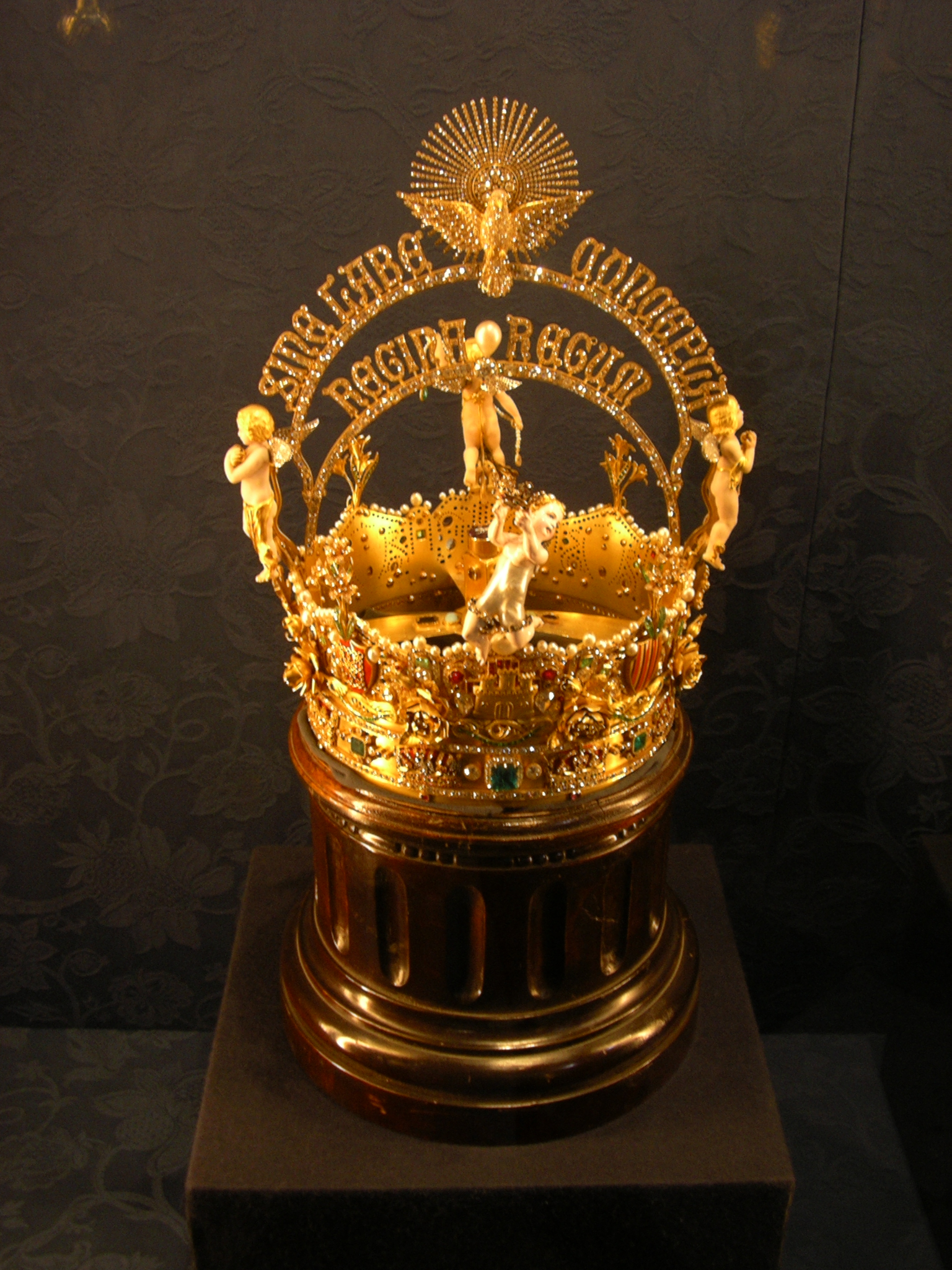
Corona de oro de la Virgen.

El ajuar de la Virgen de los Reyes consta, entre otros objetos y ornamentos, de cinco mantos:
- El manto verde, bordado en oro y de estilo renacentista, donado por la reina Isabel II, y que está considerado como una de las joyas de su ajuar.
- El manto blanco, que es más conocido como “el de los castillos y leones”, también fue donación de la reina Isabel II en el año 1853.
- El manto rojo, de terciopelo granate, fue donado por la infanta María Luisa Fernanda de Borbón, duquesa de Montpensier.
- El manto que estrenó el día de la coronación canónica (4 de diciembre de 1904), es de tisú celeste bordado en plata, y fue restaurado recientemente por la empresa Herederos de Esperanza Elena Caro. El manto fue realizado en los talleres de Olmo y fue donado por la condesa de Casa-Galindo para estrenarlo en el triduo preparatorio de la coronación canónica (días 1, 2 y 3 de diciembre de 1904).
- El manto que estrenó en la procesión del congreso mariano del año 1929, que es de tisú color salmón, bordado en seda y oro por las Hermanas de la Cruz (que son sus camareras y encargadas de alternar sus mantos), con tela regalada por la duquesa de Osuna.

El paso en el que procesiona es un paso de palio denominado "de tumbilla" y fue realizado por el orfebre Juan Talavera en el año 1914.

## Celebración de su festividad

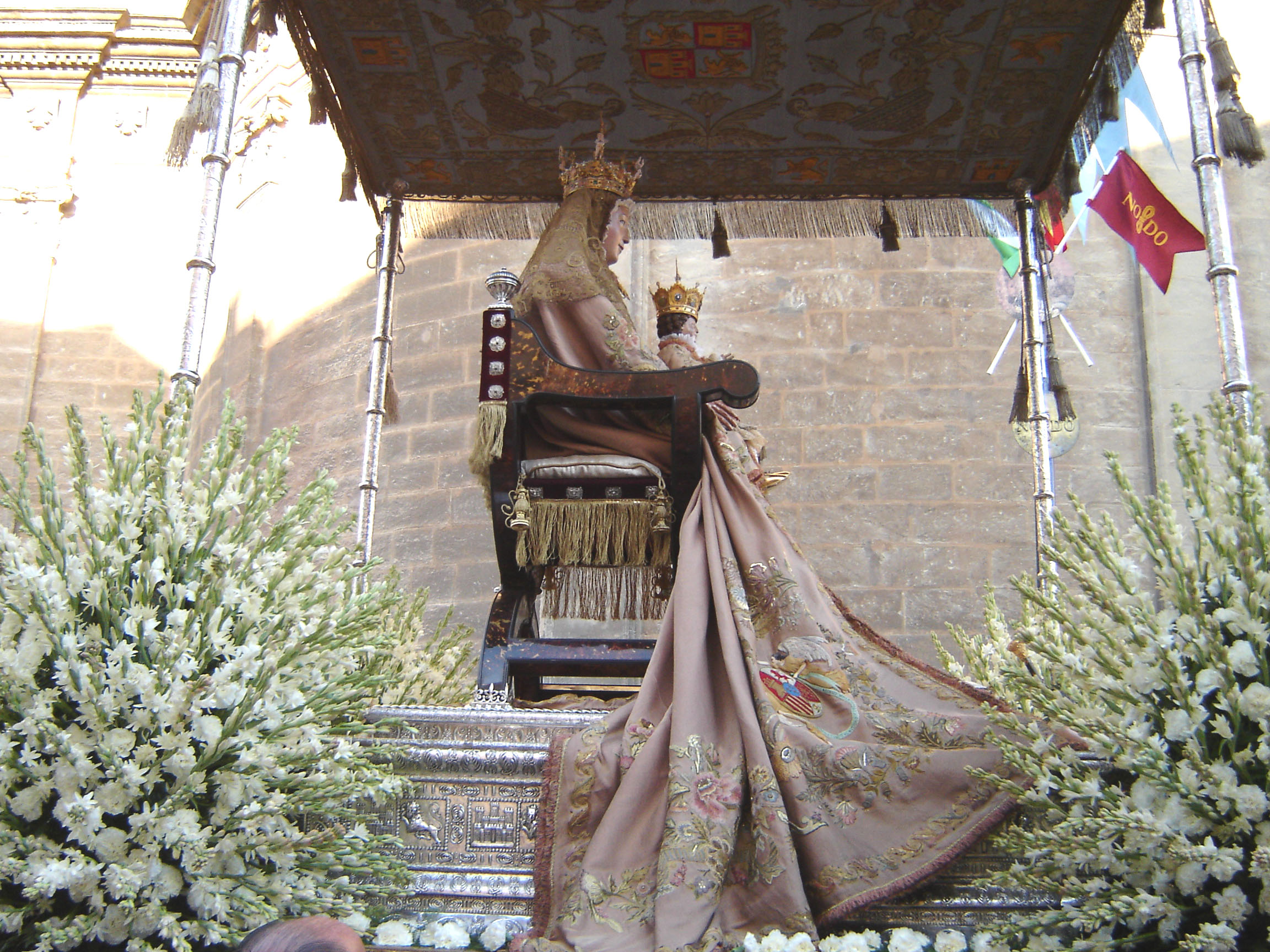
Imagen de la Virgen de los Reyes durante la procesión de su festividad en el año 2009.

Su fiesta se celebra en la ciudad en el mes de agosto. Aunque el día grande es el día 15, festividad de la Asunción de la Virgen María, los actos religiosos se prolongan desde el 4 hasta el 22 de agosto, comenzando con el primer besamanos, los días 4 y 5.
Desde el día 6 hasta el 14 tiene lugar el novenario y sus respectivas liturgias, y al día siguiente a las 8 de la mañana tiene lugar la salida en procesión, recorriendo las calles adyacentes a la catedral: plaza de la Virgen de los Reyes, calle Placentines, Alemanes, Constitución, fray Ceferino González, plaza del Triunfo y nuevamente plaza de la Virgen de los Reyes. Este recorrido fue establecido en el año 1958 por el cardenal José María Bueno Monreal, pues hasta entonces se reducía desde la puerta de Palos hasta la de San Miguel. La imagen realiza tres giros sobre sí misma durante la procesión, que se compone de un amplio cortejo formado por las autoridades civiles y militares de la ciudad, junto a los miembros de la asociación y el clero diocesano. Una vez finalizada la procesión, el paso de la Virgen es colocado delante del altar del Jubileo, donde el arzobispo celebra una solemne pontifical, y tras ello, es trasladada a su capilla.
Es de destacar la cantidad de peregrinos que desde pueblos del Aljarafe recorren durante la madrugada hasta llegar a la Catedral, donde a partir de las 5:30 se celebran misas.
Finalmente, el día 15 de agosto comienza la infraoctava de la Asunción, celebrada ante la imagen situada en su paso de palio, que se prolonga hasta el día 22, en que la imagen es colocada de nuevo en su retablo. Antes de volver a su retablo, vuelve a exponerse en Besamanos los días 20 y 21, y el día 22 se abre la urna de San Fernando.

## Devoción
La devoción a la Patrona de Sevilla y su Archidiócesis viene de siglos, no solo en Sevilla y su provincia, también es venerada en otros lugares de España y Sudamérica.

### Sevilla y su provincia
- Nuestra Señora de los Reyes, de San Clemente: Imagen venerada en el cenobio de San Clemente de la ciudad de Sevilla, siendo una de las imágenes que según la tradición mandó hacer san Fernando.[17] La cabeza y las manos pertenecen al último tercio del siglo XIII, mientras que la imagen del Divino Infante es de hechura posterior. La imagen procesionó en la magna procesión fernandina de 1948, en la celebración del VII centenario de la reconquista de Sevilla.

- Nuestra Señora de los Reyes, de los Sastres: Imagen venerada en la parroquia de san Ildefonso, en un retablo de la nave izquierda, siendo titular de una hermandad fundada en el siglo XIII.[17] La imagen fernandina ha sido intervenida en distintas ocasiones, la última, se debe a Luis Álvarez Duarte en 1982. La imagen del Divino Infante es una hechura posterior a la de la Virgen, posiblemente del siglo XVIII.[17] La imagen ha formado parte de la procesión del Corpus y fue trasladada a Zaragoza en 1954 para la celebración del Congreso Mariano y consagración al Inmaculado Corazón de María. Participando el 12 de octubre de una magna procesión con las imágenes de la Virgen más populares del país.[17]

- Convento de San José del Carmen: En el convento de las Teresas de la ciudad de Sevilla, se venera en el retablo de las reliquias una imagen que fue donada por Pedro Muñoz Barrientos en 1755.[18]

- Colegio de los Hermanos Maristas: En la capilla del colegio de san Fernando de los Hermanos Marista, en el barrio de los Remedios de la ciudad hispalense, se venera una imagen de la patrona, obra del escultor, Castillo Lastrucci. Fue restaurada en 1985 por Isbilia.[19]

- Escuela de Cristo: En la parroquia de Santa Cruz, en 1946 se comienza a venerar una imagen obra del escultor Sebastián Santos Rojas, fue bendecida el 15 de diciembre del citado año.[19]

- Convento de Madre de Dios: Para la institución Obviam Christo, el escultor Manuel Domínguez Rodríguez realiza una imagen de la Virgen de los Reyes, siendo venerada en la actualidad en el convento de Madre de Dios.[19]

- Parroquia de Nuestra Señora de la Concepción: El escultor Manuel Domínguez Rodríguez realizó en 1951 para la parroquia de Nervión una imagen de la Virgen de los Reyes, siguiendo las recomendaciones del Arzobispado de Sevilla.[19]

- Colegio de Nuestra Señora de los Reyes: En un relieve sobre piedra se venera a la patrona hispalense, obra del escultor gaditano Juan Luis Vassallo, siendo bendecido el 13 de agosto de 1960.[19]

- Villanueva del Ariscal, Mairena y el Viso del Alcor: Estas tres localidades de la provincia de Sevilla, poseen réplicas de la Virgen de los Reyes, réplicas que reciben una especial devoción en estas localidades.[16] Además, en muchos pueblos de la provincia de Sevilla existe una moderna tradición de hacer el camino de Sevilla a pie durante la noche anterior para asistir a la salida de la Virgen de los Reyes; siendo El Viso del Alcor el pueblo que inauguró dicho camino.[20]

### España
Otras ciudades y municipios españoles cuentan con una imagen réplica de la original de Sevilla, que son:

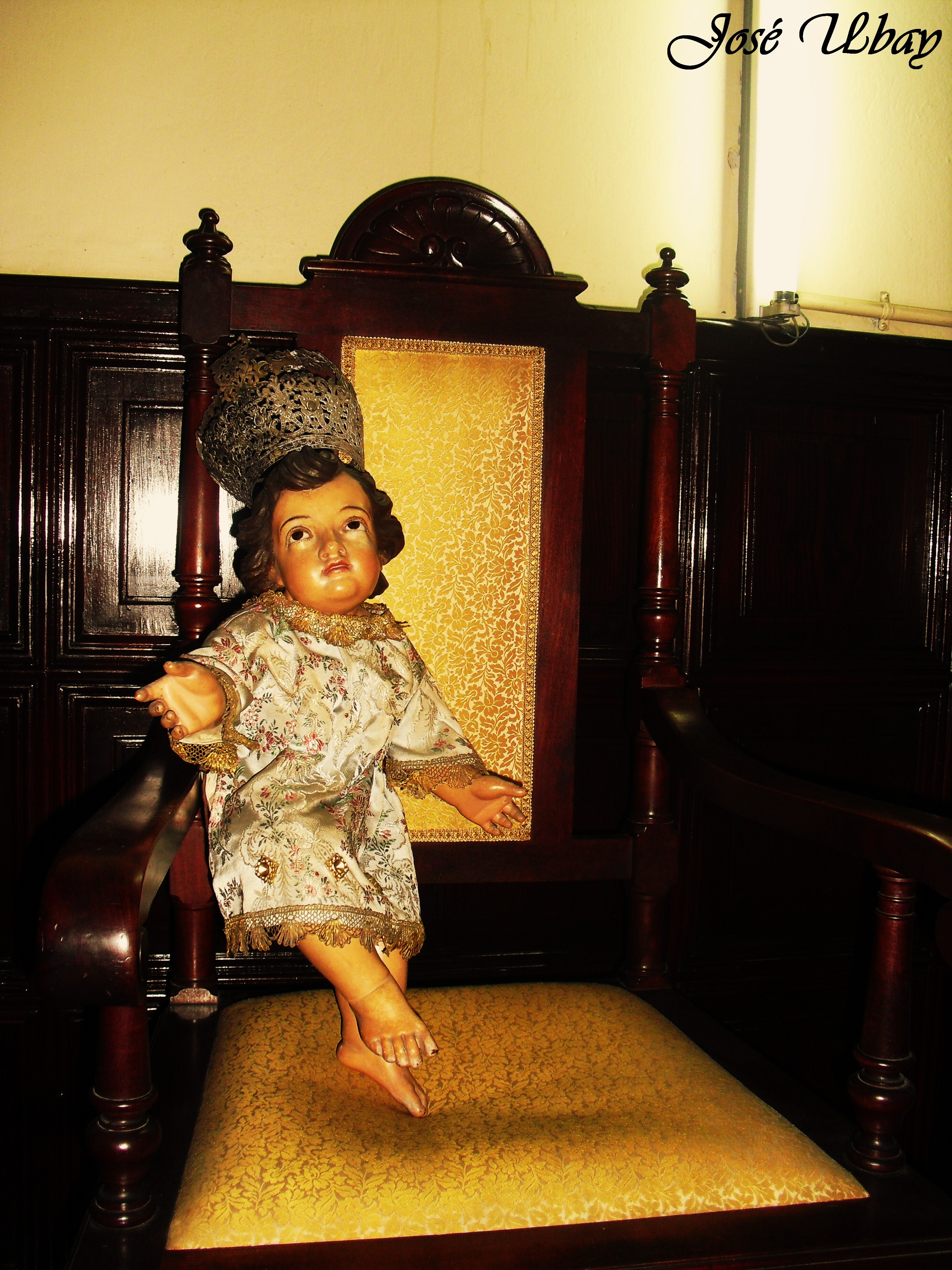
Divino Infante de Nuestra Señora de los Reyes de la ciudad de Las Palmas de Gran Canaria. Santuario - Ermita de Nuestra Señora de los Reyes.

- Madrid: En 1929, el conde de Colombí funda una hermandad en Madrid en la real colegiata de san Isidro, siendo el escultor Coullaut Valera el autor de la primera imagen que tuvo esta hermandad y que durante la quema de iglesias de la guerra fue destruida encargándose en 1947 una nueva imagen al escultor Castillo Lastrucci. Sus camareras son las Hermanas de la Cruz, que también lo son de su homónima de Sevilla.[21][22]

- Las Palmas de Gran Canaria: Su templo tiene la consideración de Santuario Mariano, perdiéndose el antiguo icono, réplica de la patrona de Sevilla, la imagen que se venera en la actualidad es una obra del siglo XVIII.[23] La Virgen de los Reyes, goza también en la ciudad canaria de una calle, llamada Nuestra Señora de los Reyes,[24] esta calle aparece en los primeros mapas de la ciudad y de la catedral de santa Ana.

- La Gomera: En la localidad de Valle Gran Rey se venera una réplica de la patrona hispalense, imagen de vestir procedente de Valencia y que data de 1920 llegando a la isla canaria en 1924.[25] Su templo tiene la consideración de santuario, la festividad de la Virgen tiene lugar el 6 de enero y es muy conocida por sus bajadas.[26]

- Villanueva del Ariscal: Venera a la Virgen de los Reyes en una imagen de autor desconocido y que procesiona anualmente el 15 de agosto desde la parroquia de Santa María de las Nieves.[27]

- Huelva: La parroquia de san Pedro venera una réplica de la patrona de Sevilla, existiendo una anterior que fue quemada el 20 de julio de 1936. La que veneran actualmente es una antigua imagen de la Virgen de Gracia, del siglo XVII de la que se utilizaron fragmentos para la composición de la imagen de la patrona hispalense, siendo restaurada por el escultor Antonio León Ortega.[28]

En Escacena del Campo, en la parroquia del Divino Salvador, se venera desde 1948, otra imagen de la Virgen de los Reyes, obra que el escultor granadino Rafael Barbero Medina realizara para la parroquia de la ciudad onubense.
En Zalamea la Real, en las parroquias de Nuestra Señora de la Asunción se veneran imágenes de la patrona, de menos tamaño y la primera de talla completa, siendo ambas obras del escultor sevillano Antonio Bidón Villar en 1948.
- Jerez de la Frontera: En la parroquia de san Miguel se venera una réplica de Nuestra Señora de los Reyes en un retablo existente en la nave lateral izquierda.[30]

- Bilbao: Tiene dedicado un templo parroquial a Nuestra Señora de los Reyes y San Fernando, parroquia que fue bendecida en 1956 por el obispo de la ciudad, Casimiro Morcillo.[31] La imagen que se encuentra en su altar mayor es una representación moderna de la Virgen de los Reyes.[31]

- Barcelona: Venera a la Virgen en la iglesia de Santa María de los Reyes.[31]

- Laguardia: Venera a la patrona hispalense en la iglesia de Santa María de los Reyes.[32][31]

- Salamanca: En la iglesia parroquial de Villaseco de los Reyes, se venera a la Virgen de los Reyes, la cual es titular de una cofradía.[33][16]